# К Аллию
«К А́ллию» — условное название стихотворения римского поэта Гая Валерия Катулла, включённого в состав посмертного сборника («Книги Катулла Веронского») под номером 68. Стихотворение включает в себя элегию в честь друга автора, Аллия, посвятительное послание при ней и послесловие; таким образом, это одно из самых сложных стихотворений Катулла по своей структуре.
Текст стихотворения в рукописи испорчен, из-за чего некоторые антиковеды считают, что это два разных произведения, одно из которых посвящено Аллию, а другое — Маллию или Манлию.